# Miliardu let před koncem světa
Miliardu let před koncem světa (1976–1977, За миллиард лет до конца света) je vědeckofantastická novela ruských sovětských spisovatelů bratrů Strugackých, pojednávající o zásahu cizí inteligence do činnosti pozemských vědců.

## Obsah novely
Astrofyzik Dmitrij Alexejevič Maljanov, žijící v Leningradě, je na stopě vědeckého objevu v oblasti interakce hvězd a difúzní hmoty. Když jeho žena odjede s dětmi ke tchyni do Oděsy, chce se zcela věnovat dokončení své práce. Tu jej však navštíví krásná mladá žena jménem Lidočka, podle dopisu, který má sebou, přítelkyně jeho ženy. Dmitrij jí má u sebe na nějaký čas ubytovat. Večer se u něj objeví ještě soused podplukovník Arnold Palyč Sněgovoj, trochu tajemný muž a zřejmě také vědec. Všichni spolu vypijí nějaké víno. Při odchodu pak klade Sněgovoj Dmitrijovi otázky o tom, jak dlouho Lidočku zná, na čem právě pracuje a zda to není tajné.
Ráno je Lidočka pryč a Sněgovoj je nalezen ve svém bytě zastřelen s pistolí v ruce. Vyšetřovatel se snaží obvinit Dmitrije z jeho vraždy. Nakonec se u Dmitrije sejde několik jeho přátel, všichni jsou vědci a všichni mají podobný problém. Jsou na stopě významného objevu, ale nemohou na něm pracovat, protože se jim stal ze života naprostý blázinec. Jakmile se chtějí věnovat výzkumu, vždy se něco stane. To se přihodilo i Sněgovojovi, který tento tlak nevydržel a spáchal sebevraždu. Matematik Večerovskij dochází k názoru, že jde o zákon vesmíru, který brání lidem, aby stvořili vynálezy, které hrozí zničit v nějaké vzdálené budoucnosti samotnou strukturu vesmíru.

## Filmové adaptace
- Miliardu let před koncem světa (1983, Egymilliárd évvel a világvége előtt), maďarský film, režie László Félix.
- Miliardu let před koncem světa (1986, Miljardi vuotta ennen maailmanloppua), finský film, režie Tapio Suominen.
- Dny zatmění (1988, Дни затмения), ruský sovětský film, režie Alexandr Sokurov.
- Před koncem světa (1996, Πριν το τέλος του κόσμου), řecký film, režie Panagiotis Maroulis.

## Česká vydání
- Dravci mého století, Obydlený ostrov, Miliardu let před koncem světa, Svoboda, Praha 1985, přeložil Libor Dvořák.